# Sechspunkt-Fallkäfer

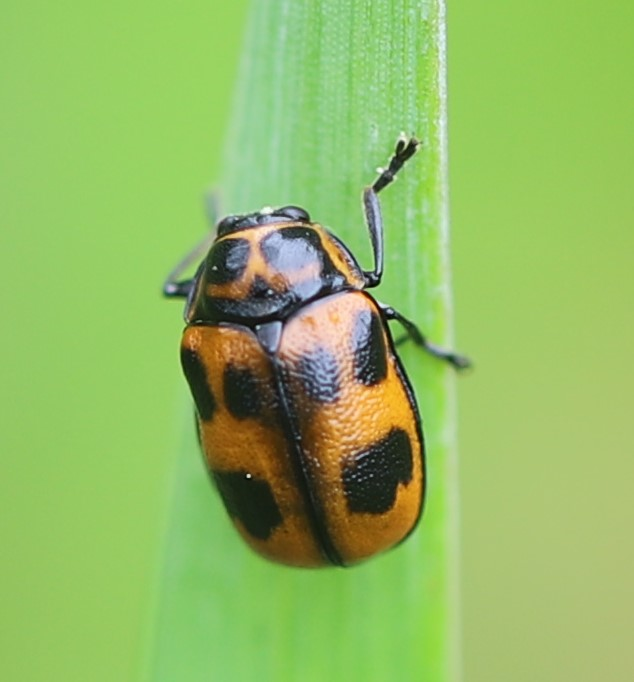

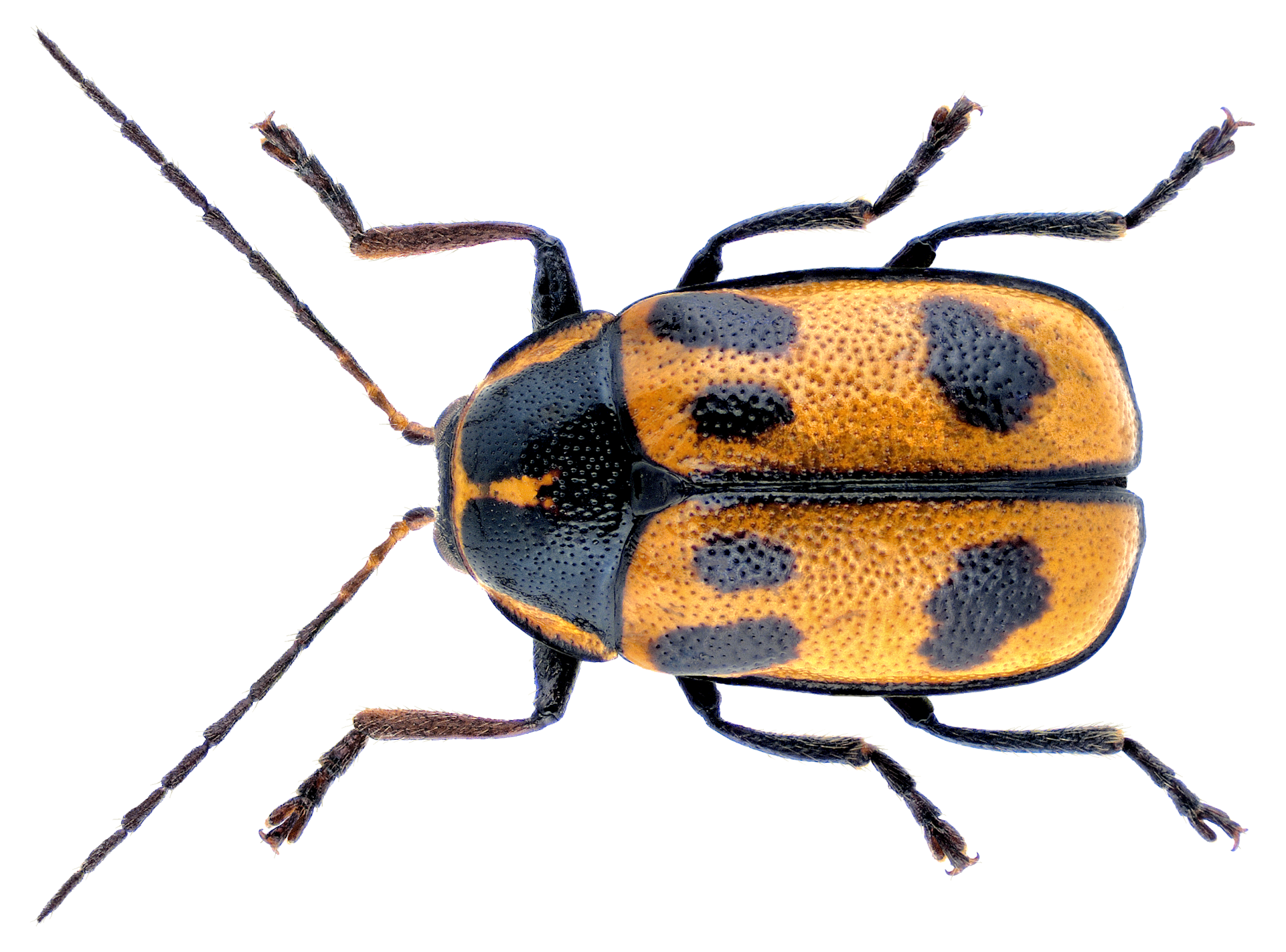
Präparat, Dorsalansicht

Der Sechspunkt-Fallkäfer (Cryptocephalus sexpunctatus) ist ein Käfer aus der Familie der Blattkäfer (Chrysomelidae). Innerhalb der Gattung Cryptocephalus wird die Art der Untergattung Cryptocephalus zugeordnet. Die Käferart wurde von dem schwedischen Naturforscher Carl von Linné im Jahr 1758 als Chrysomela sexpunctatus erstbeschrieben. Das lateinische Art-Epitheton sexpunctatus bedeutet „sechspunktig“.

## Merkmale
Die Käfer sind zwischen 4,5 und 6,5 Millimeter lang. Sie besitzen eine gestreckte und recht flache Gestalt. Die schwarz und gelb-orange gefärbten Käfer sind im Gegensatz zu einigen verwandten Käferarten weniger glänzend. Der Halsschild ist meist überwiegend schwarz gefärbt. Die Elytren (Deckflügel) weisen gewöhnlich jeweils drei schwarze Makeln auf, darunter eine auf der Schulterbeule. Das Schildchen ist schwarz. Die Beine sind meist schwarz, können jedoch auch bräunlich ausfallen. Die Fleckenmuster der Deckflügel und des Halsschilds weisen eine Vielzahl von Variationen (Aberrationen) auf. Das Spektrum reicht von Exemplaren mit jeweils nur einem kleinen Fleck auf der Schulterbeule und einem weitflächig verdunkelten Halsschild bis zu welchen, die fast vollständig schwarz gefärbt sind.
Eine ähnliche Art ist Cryptocephalus octopunctatus, auch als „Roter Achtpunkt-Fallkäfer“ bekannt.

## Verbreitung
Cryptocephalus sexpunctatus ist in Nord- und Mitteleuropa weit verbreitet, jedoch meist selten. Im Süden reicht das Vorkommen bis in den nördlichen Mittelmeerraum. Auf der Insel Großbritannien ist die Art vertreten, kommt jedoch mittlerweile nur noch an wenigen Orten vor, darunter im Norden in der schottischen Grafschaft Ayrshire. Im Osten gibt es Nachweise aus der Schwarzmeerregion und aus Westsibirien. Ferner ist die Art im Fernen Osten Asiens (Japan, Korea) verbreitet. Die Art ist in Deutschland weit verbreitet, steht jedoch auf der Vorwarnliste der Roten Liste.

## Lebensweise
Die Käfer beobachtet man von Ende April bis Ende Juli, insbesondere im Mai. Die Imagines fressen an den Blättern und vermutlich auch an den Pollen von Weiden (Salix), Eichen (Quercus), Birken (Betula), Haseln (Corylus) und Weißdornen (Crataegus). Die Larven fressen an den Kätzchen und Blättern von Haseln sowie an den Blättern verschiedener niedrig wachsender Pflanzen.